# William Emerson Bull
William Emerson Bull auch William E. Bull (* 4. Oktober 1909 in Sun Prairie (Wisconsin); † 26. Oktober 1972 in Los Angeles) war ein US-amerikanischer Hispanist.

## Leben und Wirken
Im Jahre 1936 erwarb er den akademischen Abschluss an der University of Wisconsin eines B.A. und im Jahre 1940 den M.A. durch eine Promotionsschrift in Literatur. In Wisconsin arbeitete er mit Dwight Le Merton Bolinger (1907–1992) einem Romanisten bzw. Hispanisten zusammen.
Es folgten Lehrtätigkeiten in Iowa an der University of Iowa, in St. Louis (Missouri) an der Washington University. Dann im Jahre 1949 erhielt er einen Ruf für Forschungs- und Lehrtätigkeiten an der University of California in Los Angeles, zuletzt als Professor of Spanish Linguistics and Teaching Methodology. Er betreute die Gebiete für spanische Sprache, Methodologie und Didaktik.
Im Jahre 1958 wird er als „Associate Professor of Spanish“ geführt.
Bull führte Konzepte aus Mathematik und Physik in die Sprachanalyse ein.
Er war mit Helen May Bull verheiratet und hatte drei Söhne Jan Emerson Bull, Guy William Bull und Kay Sather Bull.

## Schriften
- Semejança del mundo: a Spanish geography book of the thirteenth century. Thesis (M.A.), University of Wisconsin-Madison, 1936.
- Modern Spanish verb-form frequencies. Hispania (1947) 30: 451–466
- Clarín’s Literary Internationalism. Hispanic Review, 16 (1948), 321–334
- Spanish Adjective Position: The Theory of Valence Classes. Hispania (1954) 37, S. 32–38
- Togeby, Knud: Mode, aspect et temps en espagnol. (Review), Romance Philology (1957) 11: 48–58.
- Time, Tense, and the Verb. A Study in Theoretical and Applied Linguistics, with Particular Attention to Spanish. University of California Press, Berkeley / Los Angeles 1960; 4. Auflage 1971, University of California Publications in Linguistics, Vol. 19, ISBN 0-520-00189-3.
- Spanish for Teachers: Applied Linguistics. The Ronald Press Company, New York 1965
- Spanish for communication. Houghton Mifflin, Boston 1972